# Cerco de Veracruz
A Batalha de Veracruz foi um cerco de 20 dias da praça d'armas do porto mexicano de Veracruz, durante a Guerra Mexicano-Americana. Com duração de 9 - 29 de março de 1847, que começou com o primeiro ataque anfíbio em grande escala realizadas pelas forças militares dos Estados Unidos, e terminou com a rendição e ocupação da cidade. Forças dos Estados Unidos, em seguida, marcharam para o interior para Cidade do México.

## Antecedentes
Depois das batalhas de Monterrei e Buena Vista, as batalhas no norte do México diminuíram. Grande parte do exército de ocupação de Zachary Taylor foi transferido para o comando do Major-General Winfield Scott após a batalha de Monterrei. Depois de deliberar sobre o próximo curso de ação, Scott e outros oficiais de Washington chegou ao consenso de que um desembarque seria feito em Veracruz, o que daria aos americanos um ponto de partida para um novo avanço para o interior. Inteligência militar mexicana sabia com antecedência dos planos dos Estados Unidos para atacar Veracruz, mas a turbulência interna do governo deixou impotente para enviar reforços cruciais antes do ataque norte-americano começasse.

## Desembarques

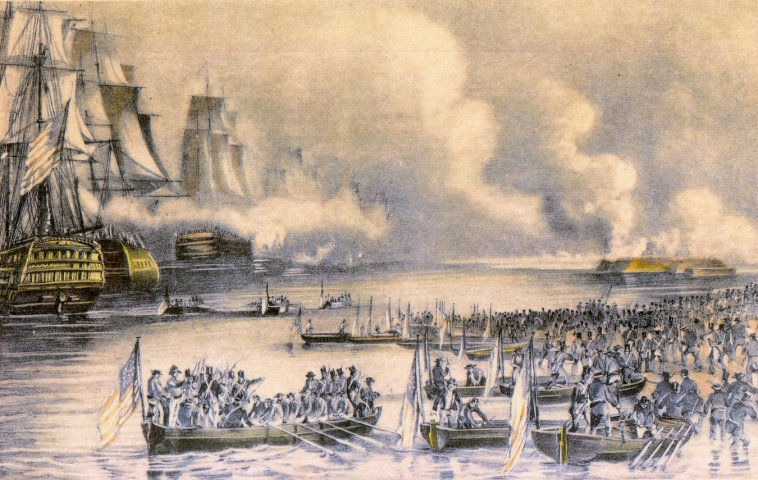
O desembarque em Veracruz.

As forças do exército e da marinha americana chegou ao largo de Veracruz no início de março. Scott pesquisou as defesas e concluiu que a cidade não cairia para um bombardeio de artilharia sozinha. Ele escolheu o desembarque pelo no Collado Beach 4,8 km ao sul de Veracruz. A 1ª divisão regular foi escolhida para fazer o desembarque. Os navios de Conner foram movidos para dentro de 82 m da praia para fornecer fogo de cobertura, se necessário. Às 03h30 em 9 de março, a 1ª divisão no desembarque especializado foi remando para terra. Pouco antes de a principal força tocar na praia, um show correu à frente, e o general Worth pulou nas águas profundas e desembarcou para ser o primeiro homem na praia. Toda a divisão de Worth desembarcou sem disparar ou receber um único tiro. Até às 23h00 no primeiro dia, todo o exército de Scott tinha sido trazido para terra, sem um único homem morto ou ferido: o primeiro desembarque anfíbio em grande escala realizadas pelos militares dos Estados Unidos foi um sucesso.

## Cerco

### Envolvimento
Uma vez em terra divisão do Patterson começaram a marchar para o norte para efetuar um envolvimento de toda a cidade. Uma das brigadas de Patterson sob Gideon Pillow partiu a cavalaria mexicana no Malibrán, cortando o abastecimento de água da cidade. Quitman e Shields conseguiu expulsar cavalaria tentando impedir o investimento. Três dias depois, os Estados Unidos haviam concluído a linha de 11 km de cerco de Collado, no sul de Playa Vergara no norte.

### Investimento
Uma tempestade soprou e impediu Scott de desembarcar suas armas para o cerco por um tempo. Nesse meio tempo, os sitiantes foram atormentados por incursões dos ataques da cidade e de guerrilha. Coronel Juan Aguayo usado a cobertura da tempestade para deslizar a guarnição de Alvarado para Veracruz. General Patterson expressou sua opinião de que a cidade deve ser tomada durante a tempestade. Scott se recusou tal ideia, afirmando que ele queria perder mais de 100 homens. Em 18 de março, a artilharia chegou, e Scott concluiu que ele poderia destruir a cidade com o que ele tinha, mas não Fort Ulúa. Em 21 de março, Comodoro Matthew C. Perry, segundo-em-comando de Conner, retornou de Norfolk, Virgínia, depois de fazer reparos no USS Mississippi, com ordens para substituir Conner no comando da esquadra. Perry e Conner se reuniram com Scott sobre o papel da marinha no cerco, e Perry ofereceu seis canhões que seriam manipulados por marinheiros dos navios. De volta à terra sob a direção do Capitão Robert E. Lee, a colocação da bateria foi construída a 640 metros das muros da cidade com o exército e as armas de cerco naval postas em prática. Em 22 de março, Morales caiu a demanda se rendeu a Scott, e as baterias americanas abriram fogo. As baterias mexicanas responderam com precisão, embora houvesse poucas baixas americanas. Foguetes Congreve foram disparados contra as defesas e começou um incêndio no Fort Santiago que atingiu os artilheiros mexicanas de seu posto. A moral dos mexicanos começou a cair.
Em 24 de março, a brigada de Persifor F. Smith capturou um soldado mexicano, que tinha relatos de que Antonio López de Santa Anna estava em marcha com um exército da Cidade do México para ajudar Veracruz. Scott despachado o coronel William S. Harney com 100 dragões para inspecionar quaisquer abordagens que Antonio López poça fazer. Harney relatou cerca de 2 000 mexicanos e uma bateria não muito longe, e chamou reforços. General Patterson liderou um grupo misto de voluntários e dragões em auxílio de Harney e liberado a força de suas posições.

### Rendição

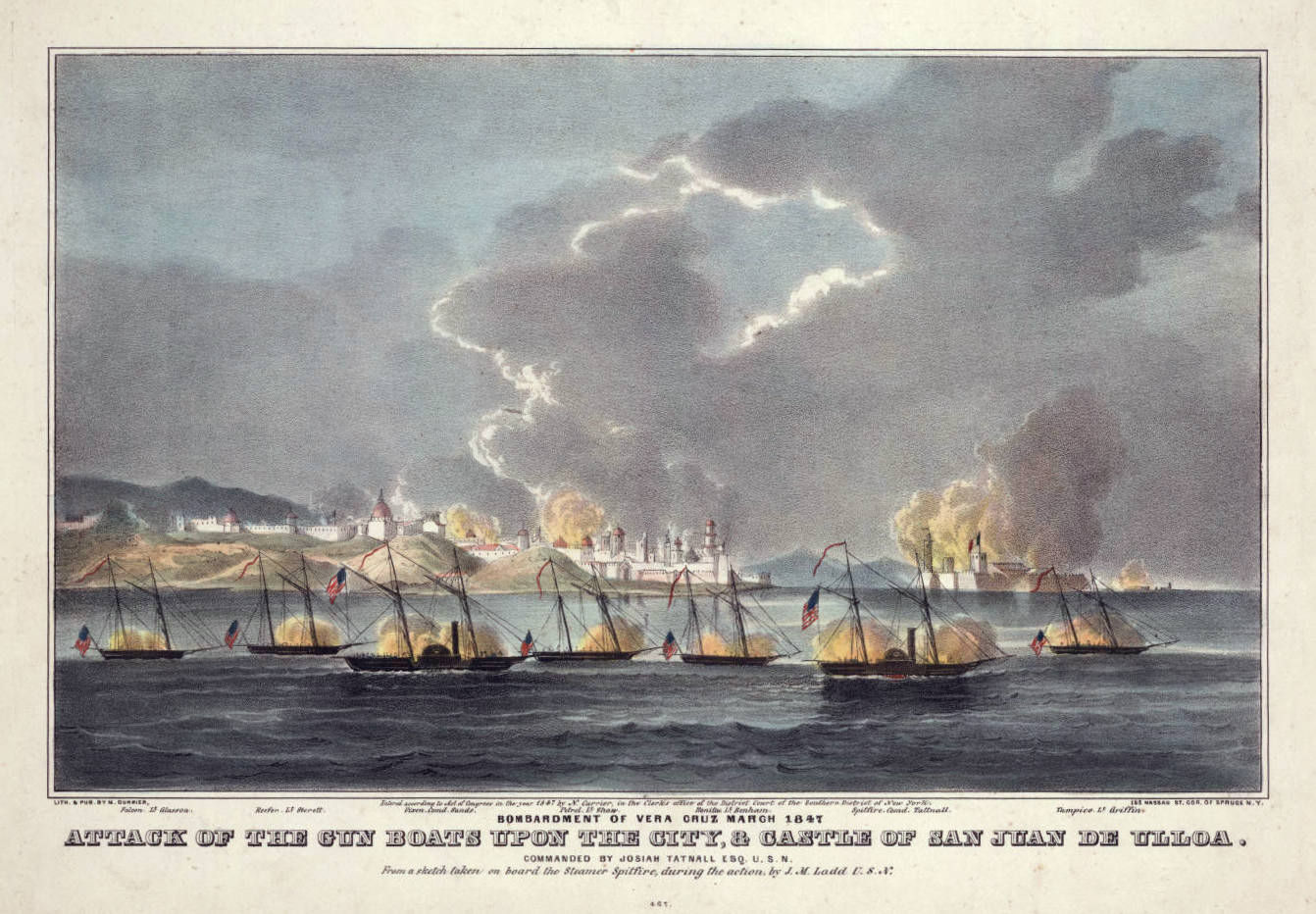
Ataque a San Juan de Ulúa.

Com relatos como esses, Scott ficou impaciente com o cerco e começou a planejar um ataque na cidade. Em 25 de março, os mexicanos pediram um cessar-fogo para discutir os termos de rendição. Autoridades mexicanas defendeu que as mulheres e as crianças a fugir da cidade. Scott se recusou, acreditando que isso seja uma manobra dilatória e manteve-se o fogo de artilharia. Em 25 de março, Morales segundo-em-comando general José Juan Landero y Coss entrou em cena para salvar seu comandante a desgraça de rendição e pediu uma trégua com os invasores. Em 29 de março, os mexicanos entregaram oficialmente suas guarnições de Veracruz e Fort Ulúa. Naquele dia, a bandeira dos Estados Unidos foi hasteada em San Juan de Ulúa.

## Resultados
Três dias e noites de bombardeio que resultou na entrega de Veracruz e abriu a costa leste do México para as forças norte-americanas. Scott manteve sua promessa de baixas mínimas: 13 mortos. Outro fator Scott tinha menos controle sobre foi a febre amarela, que havia começado a se estabelecer em em seu exército. No entanto, Scott começou os planos imediatos para deixar uma pequena guarnição de Veracruz e marcha para o interior, o seu primeiro objectivo é Xalapa. Ao longo do caminho, Scott teria de fato encontrar um exército mexicano considerável de Antonio López na Batalha de Cerro Gordo.